# ГЕС Ваньцзячжай
ГЕС Ваньцзячжай (кит.: 万家寨水电站) — гідроелектростанція на півночі Китаю у провінції Шаньсі. Знаходячись між ГЕС Цинтунся (вище по течії) та ГЕС Лункоу, входить до складу каскаду на одній з найбільших річок світу Хуанхе. 
В межах проекту річку перекрили бетонною гравітаційною греблею висотою 105 метрів, довжиною 443 метра та шириною по гребеню 21 метр, яка потребувала 1,5 млн м3 матеріалу (всього при спорудженні комплексу використали 1,8 млн м3 бетону). Гребля утворила водосховище із об’ємом 896 млн м3 (корисний об’єм 445 млн м3) та нормальним рівнем поверхні на позначці 977 метрів НРМ (під час повені до 980 метрів НРМ). 
Пригреблевий машинний зал обладнали шістьома турбінами типу Френсіс потужністю по 180 МВт, які використовують напір від 51 до 82 метрів (номінальний напір 68 метрів) та забезпечують виробництво 2,75 млрд кВт-год електроенергії на рік. Ресурс до турбін надходить через водоводи з діаметром 7,5 метра.